# Marathon van Nagoya 2007
De marathon van Nagoya 2007 werd gelopen op zondag 11 maart 2007. Het was de 28e editie van de marathon van Nagoya. Alleen vrouwelijke elitelopers mochten aan de wedstrijd deelnemen. De Japanse Yasuko Hashimoto kwam als eerste over de streep in 2:28.49. Door dat de wedstrijd tevens dienstdeed als Japans kampioenschap op de marathon veroverde zij hiermee de nationale titel.

## Uitslagen
| rang   | naam               | land | tijd    |
| ------ | ------------------ | ---- | ------- |
| Goud   | Yasuko Hashimoto   | JPN  | 2:28.49 |
| Zilver | Harumi Hiroyama    | JPN  | 2:28.55 |
| Brons  | Takami Ominami     | JPN  | 2:29.24 |
| 4      | Miki Ohira         | JPN  | 2:29.34 |
| 5      | Julia Mumbi        | KEN  | 2:29.38 |
| 6      | Haruko Okamoto     | JPN  | 2:30.09 |
| 7      | Yuko Manabe        | JPN  | 2:30.34 |
| 8      | Mika Okunaga       | JPN  | 2:31.08 |
| 9      | Tomoko Shimokawa   | JPN  | 2:31.37 |
| 10     | Alina Gherasim     | ROU  | 2:32.33 |
| 11     | Yuko Machida       | JPN  | 2:33.50 |
| 12     | Ayumi Nakayama     | JPN  | 2:33.57 |
| 13     | Ayumi Hayashi      | JPN  | 2:34.45 |
| 14     | Naoko Uchida       | JPN  | 2:34.59 |
| 15     | Maya Nishio        | JPN  | 2:35.51 |
| 16     | Katsuko Kanno      | JPN  | 2:37.12 |
| 17     | Chinami Fukaminato | JPN  | 2:37.58 |
| 18     | Yuko Sato          | JPN  | 2:38.05 |
| 19     | Aki Fujikawa       | JPN  | 2:39.23 |
| 20     | Chihiro Tanaka     | JPN  | 2:42.39 |
| 21     | Yumiko Minato      | JPN  | 2:43.08 |
| 22     | Kaori Shinjo       | JPN  | 2:45.03 |
| 23     | Hiroko Sho         | JPN  | 2:45.48 |
| 24     | Chizuru Kakezuka   | JPN  | 2:45.50 |
| 25     | Masako Kasakaya    | JPN  | 2:47.37 |

1984 ·
1985 ·
1986 ·
1987 ·
1988 ·
1989 ·
1990 ·
1991 ·
1992 ·
1993 ·
1994 ·
1995 ·
1996 ·
1997 ·
1998 ·
1999 ·
2000 ·
2001 ·
2002 ·
2003 ·
2004 ·
2005 ·
2006 ·
2007 ·
2008 ·
2009 ·
2010 ·
2011 ·
2012 ·
2013 ·
2014 ·
2015 ·
2016 ·
2017